# 林丈二
林 丈二（Joji Hayashi、1947年 - ）は、路上観察家、イラストレーター、エッセイスト、明治文化研究家。

## 来歴
東京練馬区に誕生。小学校の頃より絵を描くのが好き。小学高学年で調査マニアの片鱗をみせる。
1968年 武蔵野美術大学入学／カメラを携えた街歩きを知る。古本屋で見つけた雑誌でマンホールの蓋と出会う。1970年 11月12日 マンホールの蓋 初撮影・荒玉水道。1972年 2月29日 何かにみえてしまうもの初撮影（山口県萩市）。
1972年 サンリオ入社 スヌーピーのデザインを担当。1977年 サンリオ退社 フリーとなる。
1981年 母の死をきっかけにマンホールのふたの出版を決意。また、明治の新聞を読み始める。1984年 マンホールのふた〈日本編〉出版・話題に。1986年 路上観察学会を共同設立。
1988年 毎日グラフにて初の連載執筆。1989年 雑誌サライの創刊とともに連載スタート。
1984年 靴底のヨーロッパ 完成。1995年 1日で5県を歩く　栃木県・群馬県・茨城県・埼玉県・千葉県。2002年 日本絵葉書会創立・参加。
2006年 第10回ヴェネチア・ビエンナーレ建築展日本館 藤森建築と路上観察 参加。
2013年 旅の絵日記ーエハガキの愉しみー出版。2016年 10月5日 文明開化がやって来た出版。2018年 林丈二の路上探偵 番外編：路上探偵in台湾。
2018年 林丈二作品展「鬼はどこ？」／ギャラリー愚怜（本郷）。2019年 林丈二の路上探偵 Vol.10.3「伊豆探偵」。2019年 路上探偵ー啄木の事件簿ー。
2021年 根岸及近傍図を読み解くトークイベント。2022年 林丈二のあれもこれも展／SUT GALLERY（中目黒）。2023年 林丈二のあれも地図、これも地図。展／SUT GALLERY（中目黒）。2023年 あれも地図、これも地図。ZINE 発行。

## 著書
- 1984年3月　マンホールのふた（日本篇）／サイエンティスト社
- 1986年12月　マンホールの蓋（ヨーロッパ篇）初版1刷／サイエンティスト社
- 1995年 マンホールの蓋（ヨーロッパ篇） 第2刷／サイエンティスト社
- 1984年4月4日　目玉の散歩ノート／河出書房新社
- 1989年9月1日　街を転がる目 玉のように／筑摩書房
- 2005年8月1日　路上探偵事務所／毎日新聞社
- 1994年7月　がらくた道楽（ガラクタ道楽 (Shotor library)／小学館
- 1995年10月1日　ブリュッセルの招き猫／ヨーロッパ旅の絵本／同文書院
- 2001年8月1日　猫はどこ？／廣済堂出版
- 1998年8月1日　型録・ちょっと昔の生活雑貨／晶文社
- 2000年9月1日　明治がらくた博覧会／晶文社
- 2000年06月　西洋アンティーク 絵葉書／東京堂出版
- 2003年3月　犬はどこ？／講談社文庫
- 2016年9月21日　文明開化がやって来た―チョビ助とめぐる明治新聞挿絵／柏書房
- 2004年3月1日　東京を騒がせた動物たち／大和書房
- 2008年11月21日　猫やネコ 林丈二の101猫物語／リヨン社
- 1999年3月1日　閑古堂の絵葉書散歩―東編 (SHOTOR TRAVEL)／小学館
- 1999年4月1日　閑古堂の絵葉書散歩―西編 (SHOTOR TRAVEL)
- 1994年3月1日　こんなに面白い上野公園 (とんぼの本)／新潮社

- 「歩けば」シリーズ
  - 1992年4月1日　イタリア 歩けば…／廣済堂出版
  - 2001年5月1日　イタリア 歩けば…／文庫／講談社文庫
  - 2004年7月14日　パリ 歩けば…100日の散歩で見つけたもの／河出書房新社
  - 2002年5月1日　ロンドン 歩けば…／東京書籍
  - 1993年7月1日　フランス 歩けば…／廣済堂出版
  - 2002年5月1日　フランス 歩けば…／文庫／講談社文庫
  - 2000年2月1日　オランダ 歩けば…／廣済堂出版
- マンホールのふた〈日本編〉／サイエンティスト社